# Peuples indigènes des Everglades

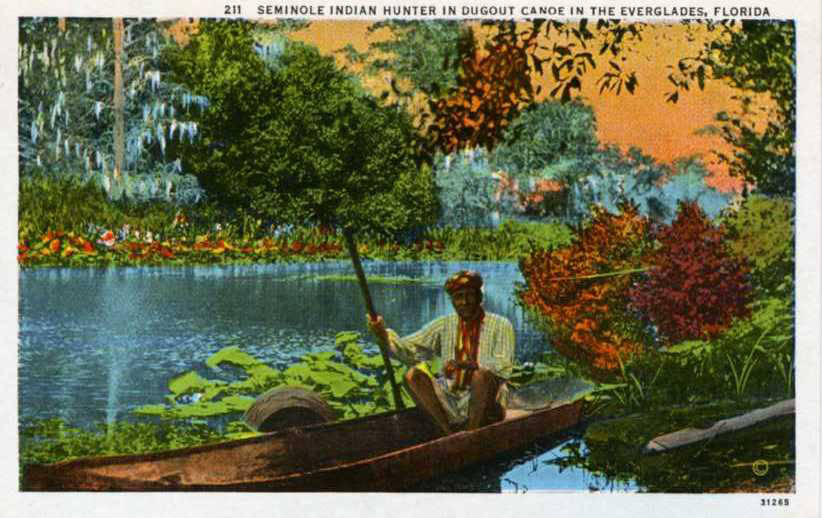
Seminole Indian Hunter en pirogue dans les Everglades

Les indigènes de la région des Everglades sont arrivés dans la péninsule de Floride de ce qui est maintenant les États-Unis il y a approximativement 14 000 à 15 000 ans. Les Paléoaméricains ont trouvé un paysage aride qui a conservé des végétaux et des animaux. Les « grands » animaux se sont éteints en Floride il y a environ 11 000 ans. Les changements climatiques il y a 6 500 ans ont apporté un paysage plus humide. Les Paléoaméricains se sont lentement adaptés aux nouvelles conditions de vie. Ils s'approprient mieux aux changements perpétuels de l'environnement que leurs ancêtres, et créaient de nombreux outils avec les ressources disponibles. Il y a environ 5 000 ans, le climat a encore changé pour causer l'inondation régulière du lac Okeechobee qui a provoqué les écosystèmes de marais.
Des peuples archaïques, deux tribus importantes se sont fait connaître aux Evergalades : les Calusa et les Tequesta. Les plus vieilles descriptions écrites de ces peuples viennent des explorateurs espagnols qui ont cherché à les convertir et conquérir leur milieu. Bien qu'ils aient vécu dans des sociétés complexes, peu de preuves de leur existence demeurent encore aujourd'hui. Les Calusa étaient plus puissant en nombre et en structures politiques. Leur territoire est porté aujourd'hui sur Fort Myers, et prolongé jusqu'au nord comme Tampa. Les Tequesta ont vécu sur la côte du sud-est de la péninsule de la Floride autour de ce qui est aujourd'hui la baie de Biscayne et la Miami River.
Après plus de 210 ans de relations avec les Espagnols, les deux sociétés indigènes ont perdu la cohésion de leur société. Les documents officiels indiquent que des survivants de la guerre et de la maladie ont été transportés à La Havane vers la fin du XVIIIe siècle. Les militaires des États-Unis ont poursuivi les Séminoles dans la région, qui a eu comme conséquence certaines des premières explorations enregistrées d'une grande partie de la Floride. Les Séminoles continuent à vivre dans la région de marais, ils vivent aujourd'hui des casinos implantés un peu partout en Floride.

## Époque Préhistorique
L'Homme a habité pour la première fois la péninsule de Floride il y a environ 14 000 à 15 000 ans lorsque celle-ci était radicalement différente d'aujourd'hui,. La côte ouest se trouvait à environ 160 kilomètres plus à l'ouest de sa position actuelle. Le paysage a laissé paraître de grandes dunes et de violents vents caractéristiques d'une région aride. Les Paléoaméricains ont passé plus de temps dans leurs campements et moins de temps pour voyager entre les différents points d'eau.
Les Paléoaméricains qui ont survécu sont maintenant connus en tant que peuples archaïques de la péninsule de Floride. Ils pouvaient s'adapter au climat changeant et au changement en résultant des populations d'animaux et de végétaux.
La Floride a connu une période de sécheresse prolongée au début de l'ère archaïque tôt qui a duré jusqu'à la période archaïque moyenne. Bien que la population ait diminué globalement sur la péninsule, l'utilisation des outils a augmenté de manière significative pendant ce temps comme des couteaux.